# Krondonan
Krondonan is een bestuurslaag in het regentschap Bojonegoro van de provincie Oost-Java, Indonesië. Krondonan telt 2819 inwoners (volkstelling 2010).